# Luis Echeverría
Luis Echeverría Álvarez (phát âm tiếng Tây Ban Nha: [lwis etʃeerberi.a alβaɾes], 17 tháng 1 năm 1922 - 8 tháng 7 năm 2022) là tổng thống của Mexico từ năm 1970 đến năm 1976.
Ông sinh ra ở Thành phố Mexico trong gia đình của Rodolfo Echeverría và Catalina Álvarez. Echeverría theo học Đại học Tự quản Quốc gia Mexico năm 1947 và dạy lý thuyết chính trị. Ông đã tăng lên trong thứ bậc của Đảng Chế độ Cách mạng (PRI) và cuối cùng trở thành thư ký riêng của chủ tịch đảng Rodolfo Sánchez Taboada.
Echeverría giữ chức vụ Bộ trưởng Nội vụ dưới thời Tổng thống Gustavo Díaz Ordaz từ năm 1964 đến năm 1970. Ông đã duy trì một đường lối cứng rắn chống lại những người biểu tình của sinh viên trong suốt năm 1968. Các cuộc đụng độ giữa chính phủ và người biểu tình đã lên tới thảm sát Tlatelolco vào tháng 10 năm 1968, vài ngày trước Thế vận hội mùa hè 1968 Tổ chức tại thành phố Mexico. Trong một vụ việc riêng biệt, ông ra lệnh chuyển 15% quân đội Mexico sang bang Guerrero để chống các nhóm du kích đang hoạt động tại đó.